# Giovanni Doria
Giovanni Doria, kallad Giannettino, född 24 mars 1573 i Genua, död 19 november 1642 i Palermo, var en italiensk kardinal och ärkebiskop.

## Biografi
Giovanni Doria var son till Giovanni Andrea I Doria och Zenobia Doria del Carretto. Han studerade filosofi och teologi i Spanien.
I juni 1604 upphöjde påve Clemens VIII Doria till kardinaldiakon med Sant'Adriano al Foro som titeldiakonia. År 1608 utnämndes han till koadjutor av Palermo samt titulärärkebiskop av Thessalonica. Doria biskopsvigdes av påve Paulus V den 4 maj 1608 och två månader senare efterträdde han Diego Haëdo som ärkebiskop av Palermo. Den 2 oktober 1623 blev Doria kardinalpräst med San Pietro in Montorio som titelkyrka.
Kardinal Doria avled i Palermo år 1642 och är begravd i Palermos katedral.